# Borsalino i Spółka
Borsalino i Spółka (oryg. Borsalino and Co.) – francuski film gangsterski z 1974 roku w reżyserii Jacques’a Deraya, w którym występują Alain Delon i Catherine Rouvel. Film jest sequelem filmu Borsalino nakręconego w 1970 roku. Oba filmy łączy postać głównego bohatera Rocha Siffredi, gangstera działającego w latach 30. XX wieku w Marsylii. 

## Fabuła
Siffredi dowiaduje się, że zabójstwo jego współpracownika i przyjaciela Capella, zostało zlecone przez nowo przybyłego do miasta Włocha Volponego. Pragnąc się zemścić, zabija jego brata wyrzucając go z jadącego pociągu. Wybucha bezlitosna wojna gangów, którą wygrywa Volpone. Siffredi popada w nałóg alkoholowy. Volpone umieszcza Siffrediego w szpitalu psychiatrycznym, a jego kochankę Lolę więzi w burdelu. Siffredi, przy pomocy jednego z dawnych członków jego gangu, ucieka łodzią do Włoch. Trzy lata później Siffredi odzyskuje zdrowie, i za zarobione pieniądze zakłada nowy gang. Wraca do Marsylii i uwalnia Lolę z burdelu. Krwawo rozprawia się z gangiem Volponego. Ten wciąż ma poparcie miejscowej policji kolaborującej z Niemcami. Kiedy Volpone próbuje uciec pociągiem do Niemiec, Siffredi wskakuje do pociągu i wywiązuje się bójka między nimi. W wyniku bójki bohater wpycha wroga do paleniska lokomotywy. Siffredi nie widząc przyszłości w opanowanej przez nazistów Marsylii, postanawia wraz z Lolą i jego gangiem wsiąść na statek i popłynąć do Stanów Zjednoczonych.

## Obsada
- Alain Delon - Roch Siffredi
- Riccardo Cucciolla - Volpone
- Catherine Rouvel - Lola
- Daniel Ivernel - Inspector Fanti
- Reinhard Kolldehoff - Sam
- André Falcon - Inspector Cazenave
- Lionel Vitrant - Fernand
- Adolfo Lastretti - Luciano
- Greg Germain - Le 'Nègre'
- Pierre Koulak - Spada
- Marius Laurey - Teissere
- Serge Davri - Charlie
- Günter Meisner - Le médecin
- Jacques Debary - Le préfet
- Djéloul Beghoura - Lucien
- Bruno Balp - Un spectateur de l'Alcazar
- Anton Diffring - German
- Mireille Darc - Cameo